# Nereis gaikwadi
Nereis gaikwadi är en ringmaskart som beskrevs av Francis Day 1973. Nereis gaikwadi ingår i släktet Nereis och familjen Nereididae. Inga underarter finns listade i Catalogue of Life.